# Polyscytalum
Polyscytalum Riess. – rodzaj grzybów z typu workowców (Ascomycota), o bliżej nieokreślonej przynależności systematycznej. Grzyby mikroskopijne.

## Charakterystyka
Kolonie białe, podczas zarodnikowania zielonkawe. Grzybnia zanurzona. Podkładek nie tworzą, brak także szczecinek. Konidiofory makronematowe, mononematowe, nierozgałęzione lub nieregularnie rozgałęzione, zwykle proste, czasami lekko wygięte, często napęczniałe u nasady, jasnobrązowe lub oliwkowobrązowe, gładkie. Komórki konidiotwórcze poliblastyczne, zintegrowane, końcowe na trzonie i gałęziach, cylindryczne, często z krótkimi, cylindrycznymi kołkami. Konidia powstają w łańcuszkach akropetalnych, zwykle rozgałęzionych, łatwo się rozdwajających, rozwijających się na wierzchołkach trzonu i gałęziach zwykle na 2-3 krótkich kołkach. Są cylindryczne, zaokrąglone na końcach lub wrzecionowate, bezbarwne lub jasnobrązowe, gładkie, bez przegród lub z jedną.

## Systematyka i nazewnictwo
Pozycja w klasyfikacji według Index Fungorum: Incertae sedis, Incertae sedis, Incertae sedis, Incertae sedis, Pezizomycotina, Ascomycota, Fungi.
Takson utworzył w 1853 r. H. Riess.
Niektóre gatunki:
- Polyscytalum fagicola P.M. Kirk 1981
- Polyscytalum fecundissimum Riess 1853
- Polyscytalum griseum Sacc. 1877
- olyscytalum pinicola Crous 2020
- Polyscytalum pustulans (M.N. Owen & Wakef.) M.B. Ellis 1976
- Polyscytalum vaccinii Crous 2021

Nazwy naukowe według Index Fungorum.
W Polsce występuje P. fecundissimum i P. pustulans, który powoduje u ziemniaków chorobę zwaną oosporozą ziemniaka.